# Henri Navarre
Henri Eugène Navarre (Villefranche-de-Rouergue, 31 de julho de 1898 – Paris, 26 de setembro de 1983) foi um general francês, que combateu na Primeira e na Segunda Guerras Mundiais e comandou o Corpo expedicionário francês no Extremo-Oriente durante a Guerra da Indochina.

## Biografia
Navarre entrou na École spéciale militaire de Saint-Cyr em 1916 e em maio de 1917 foi enviado para o front com uma unidade de cavalaria, o 2e régiment de hussards. Em 15 de agosto de 1917, ele ganhou o comando de um pelotão. Ele foi promovido a tenente em 21 de abril de 1918. Ele foi premiado com a estrela de bronze na Croix de Guerre por seu serviço exemplar entre 28 de setembro de 1918 e 4 de outubro de 1918. Em março de 1919, ele foi transferido para a Síria, depois em 1922 para a Alemanha com a Força de Ocupação. Em 1927, ele foi enviado para a École supérieure de guerre. Ele participou da pacificação do Atlas e do sul de Marrocos de 1930 a 1934. De 1934 a 1936 foi capitão do 11º régiment de cuirassiers. De 1938 a 1940, ele foi designado para a seção alemã do Serviço de Inteligência do Estado-Maior General. Enquanto estava lá, ele apresentou um código de proposta chamado "Desperado", delineando um plano para assassinar Hitler. O projeto recebeu pouco apoio de seu superior, o coronel Louis Rivet, e acabou sendo rejeitado pelo primeiro-ministro Édouard Daladier.
Após o armistício de 22 de junho de 1940, Navarre foi nomeado chefe do departamento de inteligência e contra-espionagem do general Maxime Weygand em Argel. Quando foi chamado de volta em 1942 por suas atividades anti-alemãs, ele passou à clandestinidade, juntando-se à Resistência como chefe do ORA . Ele comandou um regimento blindado do 1º Exército na libertação da França.
Ele foi promovido a Brigadeiro-General em 1945 e destacado para a Alemanha, onde ocupou vários cargos, incluindo o de comandante da 5ª divisão blindée (5ª Divisão Blindada) e Chefe do Estado-Maior do Marechal Alphonse Juin. Ele permaneceu na Alemanha até maio de 1953, exceto por uma breve missão como Comandante de Divisão na Argélia de 1948 a 1949.
Navarre foi nomeado Général de corps d'armée, equivalente ao Tenente General, em 1952.

## Indochina
Em maio de 1953, Navarre substituiu Raoul Salan como Comandante das forças francesas na Indochina, em meio a uma guerra com o Viet Minh que estava indo mal. O governo francês queria estabilizar a situação para que pudessem iniciar as negociações de paz em termos favoráveis: a vitória militar não era mais um objetivo.
As instruções de Navarre eram para garantir a segurança das tropas sob seu comando. Em vez disso, ele empreendeu a Operação Castor em 20 de novembro de 1953. Cinco batalhões franceses caíram de paraquedas em Điện Biên Phủ no Vale M Valleyng Thanh, uma bacia de 20 km de comprimento e 6 km de largura cercada por colinas. Navarre esperava atrair o Viet Minh para uma batalha campal, onde esperava derrotá-los.
As autoridades francesas só souberam da operação seis horas após seu início.
As coisas deram errado quase imediatamente. A posição francesa ficou sob fogo pesado e inesperado de artilharia das colinas circundantes. As tropas não conseguiram executar nenhuma missão além do fundo do vale, limitando as ações a patrulhas e contra-ataques locais. Tornou-se cada vez mais difícil trazer suprimentos por via aérea ou fornecer suporte aéreo.
Depois que relatórios de inteligência em 3 de dezembro de 1953 mostraram quatro divisões inimigas fechando em Điện Biên Phủ, Navarra emitiu instruções aceitando a batalha e pedindo que Diện Biên Phủ fosse mantida a todo custo. Em janeiro de 1954, ele começou a explorar planos de retirada. Ele logo percebeu que qualquer tentativa de fuga seria suicida. Nenhuma tentativa significativa de fuga foi feita.
Para complicar a situação, Navarre iniciou uma segunda operação ofensiva em 12 de dezembro de 1953, enviando quase o dobro de tropas para a Operação Atlante no centro-sul do Vietnã, a mais de 400 milhas de Điện Biên Phủ. Navarre viu a Operação Atlante como seu principal esforço; ele não acreditava que Điện Biên Phủ seria uma operação decisiva. Ele até especulou que a perda de Điện Biên Phủ era estrategicamente aceitável.
Navarre deixou de considerar o efeito devastador que a perda teria sobre o moral do Exército e a resultante perda de apoio político para a guerra em casa.
Em 13 de março de 1954, o ataque a Điện Biên Phủ começou. A guarnição francesa contava com cerca de 13 000; o Viet Minh reuniu mais de 50 000 homens. 
Após algum sucesso inicial, a Operação Atlante rapidamente se afundou em uma série de emboscadas do Viet Minh contra os comboios franceses. Os franceses acabaram por encerrar a Operação Atlante sem ganhos tangíveis, enquanto Điện Biên Phủ foi perdida em 7 de maio de 1954, após um cerco de 54 dias.
As negociações de paz começaram em Genebra na manhã seguinte. Qualquer vantagem de negociação que o governo francês esperava foi perdida pelos erros de cálculo de Navarre. A Primeira Guerra da Indochina acabou.
Considerado responsável pela perda, Navarra foi substituído em 3 de junho de 1954 pelo general Paul Ély. 

## Aposentadoria e morte
Ele permaneceu no Exército, aposentando-se em 1956. No mesmo ano, publicou Agonie de l'Indochine, uma obra que atribuía a derrota da Indochina à natureza do sistema político francês, intelectuais, políticos, jornalistas e comunistas. O livro alertava sobre a possível necessidade de um golpe militar para substituir a Quarta República francesa. Ele morreu em Paris em 1983. 

## Publicações
- Agonie de l'Indochine (1953-1954), edição Plon, 1956, 348 p. ASIN B0014R8FRS
- Le Service de Renseignements (1871-1944), edição Plon, 1978 ISBN 2-259-00416-4 co-autoria com um grupo de ex-membros do SR)
- Le Temps des Vérités (1940-1954), edição Plon, 1979, 461 p. ISBN 2-259-00442-3, 978-2259004428